# 保鑣 (2018年電影)
《保鑣》（法語：Lukas）是一部2018年法國動作驚悚片，由朱利安·雷克萊執導，傑若米·蓋茲（Jérémie Guez）撰寫劇本，主演包括尚-克勞德·范·達美、山米·布亞拉、斯維娃·阿爾維蒂和山姆·羅維科。故事描述一名保鑣因過失而害死了客戶，為了不坐牢，他和警方達成協議，獨自滲透到一個涉嫌印製假幣的犯罪組織中。該片2018年8月22日法國上映，2019年1月11日美國有限上映。

## 劇情
保鑣盧卡斯在南非失去妻子後，他帶著自己8歲的女兒莎拉回到比利時居住，並為了維持穩定的收入而盧卡斯在夜店擔任保鑣。某夜，盧卡斯失手讓一名鬧事的客人死去，這可能會使他入獄，而他的女兒則將會被送到寄養家庭。在盧卡斯到一間脫衣舞孃俱樂部工作後，他被警察澤魯阿勒要求滲透到一個涉嫌印製假幣的犯罪組織中，這也是盧卡斯現在正在上班的俱樂部的老闆楊·德克斯。不情願的盧卡斯為此開始一邊工作一邊幫澤魯阿勒提供情報，同時他也認識了幫德克斯印鈔的麗莎·扎凱利尼。
某日，德克斯和同夥海爾特將莎拉當作人質，以逼迫盧卡斯協助綁架荷蘭化學家，來項交易者換取印假鈔用的流水號。盧卡斯獨自抓到了人，並從麗莎那接到了莎拉。為了獲取更多情報，盧卡斯自願繼續與德克斯合作進行犯罪活動。在某停車場，盧卡斯、海爾特和麗莎與他人進行交易，當盧卡斯將化學家交給對方時，趁機襲擊對方，故佈作成對方黑吃黑的情況，而讓雙方展開一場飛車追逐。最後，盧卡斯和麗莎成功脫身，但海爾特則中槍身亡。
為了到外地去印鈔，莎拉被寄放在朋友奧瑪家中。盧卡斯到飯店去接麗莎時，對方陷入了悲傷和崩潰，主要擔心踏上犯罪道路的自己會落得像海爾特一樣的下場。之後，盧卡斯將麗莎倉庫的位置透露給警方，而使她被逮捕；盧卡斯在警局面對知道他是臥底的麗莎時，他表示想到保護她並同意一起離開。得知警方查到自己的德克斯殺了自己的中間人，並懷疑和自己交易的荷蘭人出賣了他，而盧卡斯則還未被懷疑。
在印刷倉庫，麗莎成功印出了假鈔，並在打算離開時，澤魯阿勒帶人突襲。當德克斯發現盧卡斯是叛徒時，他突然對盧卡斯的腹部開槍而使他受傷倒地。未料，澤魯阿勒的真面目竟然是個企圖侵占假鈔的骯髒警察，澤魯阿勒相繼將德克斯與麗莎殺死，並和同夥帶走在場的假鈔。當澤魯阿勒正要殺了還活著的盧卡斯時，卻被對方反殺，而盧卡斯也殺了剩餘的同夥。受傷的盧卡斯在車上致電給女兒，表示自己將要回家。當他閉上了眼睛一段時間後，車子被發動。

## 演員
- 尚-克勞德·范·達美飾演盧卡斯（Lukas）
- 斯維娃·阿爾維蒂（法语：Sveva Alviti）飾演麗莎·扎凱利尼（Lisa Zaccherini）
- 山米·布亞拉（英语：Sami Bouajila）飾演澤魯阿勒（Zeroual）
- 山姆·羅維科（英语：Sam Louwyck）飾演楊·德克斯（Jan Dekkers）
- 卡里斯（英语：Kaaris）飾演奧瑪（Omar）
- 凱文·詹森斯（英语：Kevin Janssens (actor)）飾演海爾特（Geert）
- 愛麗絲·維爾賽特（Alice Verset）飾演莎拉（Sarah）

## 發行
《保鑣》2018年8月22日法國上映。2018年9月22日，該片在奇幻影展上放映。2019年1月11日在美國有限上映。在德國2018年12月6日以DVD首映的方式發行。

## 外部連結
- 互联网电影数据库（IMDb）上《保鑣》的资料（英文）